# アハマド・アスィーリー
アハマド・アスィーリー（アラビア語: أحمد عسيري、Ahmed AsiriまたはAhmad Asiri、Ahmed Assiri、1991年11月14日-）は、サウジアラビアのプロサッカー選手。アル・タアーウンFC所属、ポジションはDF。サッカーサウジアラビア代表、元U-23同代表。

## 経歴

### クラブ
2011年からアル・イテハド（アル・イッティハード）に所属。サウジ・プロフェッショナルリーグは2011年に初出場。
2019年、アル・タアーウンFCに移籍。

### 代表
A代表初出場は、2013年2月6日、AFCアジアカップ2015予選の中国戦。